# Váti
Váti (grec moderne : Βάτι) est un village grec situé sur l'île de Rhodes, dans le Dodécanèse, à une altitude de 150 mètres. Selon le recensement de 2011, la localité compte 323 habitants.

## Géographie et patrimoine
Vati est situé sur la côte sud-est de l'île de Rhodes, sur la route de Gennádi et à 67,5 km de la ville de Rhodes, en Grèce. Le village est entouré de forêts de pins et d'oliviers, dont certains sont séculaires. La tradition locale prétend que certains arbres datent de l'époque de Cléobule de Lindos. Sur la place centrale du village se trouve l'église Saint-Jean-le-Théologien, qui a été construite au milieu du XIXe siècle dans le style local du Dodécanèse et des côtes sud-est de l'Asie mineure. 
D'intérêt sont les chapelles Saint-Georges, construites au XIVe siècle, et Saint-Raphaël, le monastère post-byzantin de l'archange Michel de Paralimniótis et l'église de la Panagía Galatoúsa. Cette dernière abrite une icône rare du XIVe siècle représentant la Vierge Marie offrant son sein au Christ.